# Needham Market
Needham Market är en stad och en civil parish i Mid Suffolk, Suffolk, England. Orten har 4 495 invånare (2001).